# پایگوآنو
پایگوآنو (به اسپانیایی: Paihuano) یک شهرستان‌ در شیلی است که در الکی واقع شده‌است. پایگوآنو ۱٬۴۹۴٫۷ کیلومتر مربع مساحت و ۴٬۲۵۶ نفر جمعیت دارد و ۱٬۰۶۳ متر بالاتر از سطح دریا واقع شده‌است.